# Marshall Lytle
Marshall Lytle (* 1. September 1933 in Old Fort, North Carolina; † 25. Mai 2013 in New Port Richey, Florida) war ein US-amerikanischer Musiker.
Er spielte von 1951 bis 1955 Kontrabass bei Bill Haley & His Comets; unter anderem wirkte er bei den Millionenhits Rock Around the Clock, Shake, Rattle and Roll und See You Later, Alligator mit.
Von 1955 bis 1959 war er zusammen mit Joey Ambrose und Dick Richards Mitglied bei The Jodimars. 1987 vereinigten sich die ehemaligen Comets-Mitglieder Johnny Grande und Franny Beecher mit Lytle, Ambrose und Richards als Bill Haley's Original Comets neu. Lytle tourte bis kurz vor seinem Tod 2013 mit der Band.

## Diskografie
- 1994: Air Mail Special, als Marshall and The Shooting Boys
- 1994: You're Never to Old to Rock, mit Bill Haley's Comets
- 1993: We're Gonna Party, mit Bill Haley's Original Comets
- 1998:  The House is Rocking, mit The Comets